# 外国為替銀行法
外国為替銀行法（がいこくかわせぎんこうほう、昭和29年4月10日法律第67号）は、外国為替銀行の制度に関する法律で、銀行法に対する特別法である。
1954年制定、1998年12月廃止（平成10年6月15日法律107号「金融システム改革のための関係法律の整備等に関する法律」）。東京銀行が、当法律に基づく外国為替銀行であった。

## 構成
廃止時点（最終改正：平成9年12月12日 法律120号）
- （目的）第1条
- （定義）第2条
- （資本の額）第3条
- （営業の免許）第4条
- （商号）第5条
- （業務の範囲）第6条、第7条、第8条
- （支店その他の営業所の設置）第9条
- （債券の発行）第9条の2
- （債券の借換発行の場合の特例）第9条の3
- （債券発行の届出）第9条の4
- （債券の発行方法）第9条の5
- （債券の消滅事項）第9条の6
- （通貨及証券模造取締法の準用）第9条の7
- （証券会社等の株式の所有）第9条の8
- （合併異議の催告）第9条の9
- （営業の譲受け）第10条
- （他業会社への転移等）第10条の2
- （外国為替銀行持株会社に係る認可等）第10条の3、第10条の4
- （外国為替銀行持株会社の子会社の範囲等）第10条の5
- （銀行法の準用）第11条
- （銀行との関係）第12条
- （認可等の条件）第13条
- （認可の失効）第14条
- （総理府令・大蔵省令への委任）第15条
- （権限の委任）第16条
- （経過措置）第17条
- （罰則）第17条の2、第18条、第19条、第20条、第21条

制定時（昭和29年4月10日 法律67号）
- （目的）第1条
- （定義）第2条
- （資本の額）第3条
- （営業の免許）第4条
- （商号）第5条
- （外国為替銀行の業務）第6条、第7条
- （他業の禁止）第8条
- （支店その他の営業所の設置）第9条
- （銀行との合併等）第10条
- （銀行法の準用）第11条
- （銀行との関係）第12条
- （実施規定）第13条
- （罰則）第14条、第15条、第16条